# KwikFit
KwikFit is een keten van autoservicestations in Europa, met meer dan 1800 servicepunten en 9000 medewerkers. Het is van oorsprong een Schots bedrijf. De Nederlandse tak is sinds 1983 actief, het centraal kantoor daarvan is gevestigd te Harderwijk. In Nederland waren er in 2022 165 filialen met ca. 1500 werknemers.

## Geschiedenis
De eerste KwikFit vestiging werd in 1971 door de Schot Tom Farmer in Edinburgh geopend. Vanuit de Amerikaanse snelservicegedachte startte hij een gespecialiseerde garage, die de naam Kwik-Fit kreeg. Het streepje kwam later te vervallen.
Het autoservicebedrijf legde zich toe op het snel en voordelig vervangen van banden, uitlaten, schokdempers, accu's en remmen. Later werd het assortiment uitgebreid met keuringen, grote onderhoudsbeurten en autoruitservice.
Het bedrijf werd in 1999 aan de Ford Motor Company verkocht. In 2002 kwam het in bezit van CVC Capital Partners en in 2005 in handen van het Franse PAI Partners. In 2010 werd het bedrijf overgenomen door het Japanse Itochu Corporation. In oktober 2015 verkocht KwikFit zijn groothandelsorganisatie USN-Centuri aan de PartPointsgroep, het moederbedrijf van Brezan.
In 2022 startte KwikFit Nederland met service en onderhoud aan fietsen, waaronder elektrische fietsen. In 2023 was er aan elf vestigingen een fietsenmaker verbonden.